# Hypoponera lea
Hypoponera lea är en myrart som först beskrevs av Santschi 1937.  Hypoponera lea ingår i släktet Hypoponera och familjen myror. Inga underarter finns listade i Catalogue of Life.